# Jude
Jude é um filme britânico de 1996, do gênero drama romântico, dirigido por Michael Winterbottom e com roteiro de Hossein Amini baseado no livro Jude, the Obscure, de Thomas Hardy, com trilha sonora de Adrian Johnston. 

## Sinopse
O filme conta a história de um homem que se casa por conveniência e acaba se apaixonando por sua prima, que por fim o deixa e se casa com outro.

## Elenco
- Christopher Eccleston .... Jude Fawley
- Kate Winslet .... Sue Bridehead
- Liam Cunningham .... Phillotson
- Rachel Griffiths .... Arabella
- June Whitfield .... tia Drusilla
- David Tennant

## Principais prêmios e indicações
Satellite Awards 1997 (EUA)
- Indicado na categoria de Melhor Roteiro Adaptado para Cinema e Melhor Atuação de uma Ator em Cinema - Drama[carece de fontes?]

Evening Standard British Film Awards 1997 (Reino Unido)
- Venceu na categoria de Melhor Atriz (Kate Winslet)[carece de fontes?]